# Myiothlypis cinereicollis
Myiothlypis cinereicollis là một loài chim trong họ Parulidae.